# Inherit the Earth: Quest for the Orb
Inherit the Earth: Quest for the Orb (рус. Наследуя Землю: в поисках шара) — компьютерная игра в жанре квеста, разработанная в 1994 году компанией The Dreamers Guild и изданная New World Computing. Изначально игра вышла для операционной системы DOS, а в 2004 году, после приобретения прав на «Inherit the Earth» фирмой Wyrmkeep Entertainment, вышли версии для Windows, Linux и Mac OS X. Игра не была успешной коммерчески, но завоевала популярность в сообществе фурри, поскольку в ней фигурировали антропоморфные животные.

## Разработка
Идея создания игры была предложена одним из основателей The Dreamers Guild — Джо Пирсом. Источниками вдохновения для него послужили такие книги, как «Ветер в ивах» Кеннета Грэма и «Хроники Нарнии» Клайва Стэйплза Льюиса. Вскоре идею Пирса развили директор проекта Дэвид «Талин» Джойнер и исполнительный продюсер Роберт МакНелли при участии Марка Леннацо и Лизы Дженнингс, входивших в сообщество фурри. Джойнер, став главным дизайнером, разработал этнографию и географию игрового мира, а также пригласил ряд художников-фурри, создавших концепт-арт. Сюжет был создан на основе работ нескольких писателей, к которым обращался «Талин» во время разработки игры. Диалоги на итоговый материал были написаны сценаристом Бобом Лехом. Планировалось также добавить в «Inherit the Earth» большое количество побочных интерактивных предметов, но из-за ограниченности бюджета эта задумка была реализована лишь в малой степени. В финальную версию по этой причине не попали несколько областей и племён.
Изначально «Inherit the Earth» задумывалась как семейная игра для широкой аудитории. В частности, это было одной из причин почти равного количества персонажей мужского и женского пола. По словам Джойнера, он хотел делать игру «не для девочек или для мальчиков, а игру для всех». Inherit the Earth должна была, по замыслу The Dreamers Guild, стать достаточно взрослым проектом, однако сотрудники New World Computing, выступившей издателем, посчитали, что игра с участием говорящих животных должна быть ориентирована в первую очередь на детей в возрасте от 8 до 12 лет. Данные разногласия послужили причиной множества конфликтов между разработчиками и издателем и привели к тому, что из финальной версии было вырезано множество эпизодов и квестов, которые могли не соответствовать детской аудитории. Одной из немногих сцен, оставшихся от первоначального замысла, было посещение главным героем Рифом кошки-цыганки, которая предлагает ему отдохнуть в «мягкой постели». Кроме того, Джойнер включил в игру небольшую отсылку к эротике фурри-фэндома — эпизод с волчицей Шиалой, купающейся у водопада.
Разрабатывая концепцию игровых рас, «Талин» основывался на стереотипных представлениях о повадках различных животных, но старался преподнести их в необычном ракурсе. К примеру, лисы в игре показаны традиционно хитрыми, но они не являются ворами и обманщиками, какими их видят окружающие, и именно лис был выбран в качестве главного положительного персонажа. Лоси — гордый и надменный народ, но в Inherit the Earth их племя попало в состояние своеобразного застоя. Вепри, будучи воинственными и достаточно жестокими, обладают чертами викингов. Примерно в таком же плане «Талин» проработал и остальные племена.
«Inherit the Earth: Quest for the Orb» находилась в разработке около 14 месяцев и вышла 1994 году.

## Сюжет

Риф, Окк и Иах в Святилище Сферы Штормов

Действие игры разворачивается на Земле в далёком будущем. Согласно сюжету, люди исчезли с лица планеты, и их место заняли антропоморфные животные, так называемые морфы.
Игра начинается на ярмарке, где лис по имени Риф участвует в турнире по головоломкам, но проигрывает финальную партию и занимает лишь второе место. Неожиданно в разгар празднования появляются вооружённые отряды лосей и вепрей, которые приносят крайне неприятные для всех морфов вести. Как выясняется, неизвестный злоумышленник похитил Сферу Штормов — древний артефакт, оставшиеся ещё со времён людей и способный предсказывать погоду. В краже обвиняют Рифа по той причине, что он лис, а потому — потенциальный вор. Чтобы доказать свою невиновность он должен найти и вернуть Сферу. К Рифу приставляют двоих сопровождающих — вепря Окка и лося Иаха — которые должны предотвратить любую попытку побега с его стороны. Лис должен до ближайшего новолуния выполнить своё задание, а также спасти свою подругу лисицу Рин, которую берёт в заложники Король Вепрей.
Проведя расследование в Святилище, откуда была украдена Сфера, Риф выясняет, что кражу совершил некий енот Чота. На протяжении всей игры лис и его спутники идут по его следам, которые в конечном итоге приводят их на заброшенную базу людей на далёком острове. Здесь их захватывают в плен воинственные волки из племени Тёмного Когтя, всецело подчиняющиеся Чоте. Енот, который самого себя называет "больше чем просто морфом", открывает лису, что посредством Сферы можно не только предсказывать погоду, но и управлять ею, и с её помощью он собирается создать в мире совершенно новое справедливое общество во главе с ним самим. Рифа, Окка и Иаха спасает волчица Шиала - заклятый враг племени Тёмного Когтя. В её пещере герои находят потайной ход, ведущий в убежище Чоты, расположенное в полуразрушенной дамбе. В завязавшейся драке Сфера падает в реку с вершины дамбы, и Чота в ужасе прыгает прямо за ней. Риф и его спутники возвращаются домой и рассказывают обо всём, что произошло. Рин освобождают. Лис же убеждён, что морфы способны предсказывать погоду и без Сферы Штормов, ориентируясь по движению небесных светил и ведя подробную хронику. Однако в самом финале игры показано, что Сфера не разбилась при падении и автоматически установила погоду на засуху.

## Игровой процесс
Игровой процесс «Inherit the Earth» представляет собой приключенческую игру (квест) с видом от третьего лица и point&click управлением. Источниками вдохновения для разработчиков в этом плане послужили классические квесты от LucasArts и Sierra – King’s Quest, The Secret of Monkey Island. Игрок управляет Рифом, путешествует по локациям, беседует с другими персонажами, собирает предметы, решает головоломки. В игре присутствует карта мира, перемещение по которой относительно свободное, поскольку некоторые её части открываются по мере прохождения. Для решения некоторых задач требуется помощь Окка и Иаха, но таких моментов относительно немного. Крупные игровые локации, такие как ярмарка, выполнены в изометрии, и при перемещении по ним камера следует за Рифом. Остальные области представляют собой неподвижные рисованные экраны.

### Игровой мир
Вселенная Inherit the Earth состоит из двух больших областей: Известных Земель и Диких Земель. Известные Земли населяют цивилизованные племена морфов. На момент игры в центре Земель проходит ежегодная ярмарка, на которой собрались представители разных племён. Севернее расположено Святилище, напоминающее монастырь, население которого составляют в основном зайцы, и где хранилась Сфера Штормов.
Лоси во главе с Лесным Королём обитают в глухой чаще. Их главными противниками являются вепри, чей замок расположен на противоположном краю Известных Земель. Отношения между лосями и вепрями крайне натянутые и оба народа находятся на грани войны, о чём можно судить из игровых диалогов. К примеру, уже во вступительном ролике офицеры обоих народов пытаются обвинить друг друга в краже Сферы Штормов, а по прибытии в крепость вепрей Окк говорит, что Иаху небезопасно появляться здесь.

Изометрический вид в деревне хорьков

Крысы живут преимущественно в туннелях, где они собирают знания об исчезнувшем мире людей. Они лишь изредка выходят на поверхность и, как говорит Рифу их предводитель Сист, это в основном молодёжь. Южнее крысиных туннелей находится деревня хорьков, все жители которой входят в гильдию Лудильщиков, Мастеров и Строителей.
Северной границей Известных Земель служит горная гряда, и на единственном перевале через неё стоит замок собачьего племени. В тех же горах живёт пёс-отшельник Тайхо, изучающий Дикие Земли. Именно он даёт Рифу составленную им карту этих территорий. Дикие Земли гораздо обширнее Известных, но на них довольно мало игровых локаций. Это деревня кошачьего племени, заброшенная шахта, хижина кошки-знахарки, одинокое дерево и несколько лесных зон, на которых можно в случайном порядке встретить странствующего торговца.
Отдельной частью Диких Земель является Северный Остров, населённый волками. Помимо лагеря племени Тёмного Когтя и убежища Шиалы, по нему разбросано множество человеческих руин, таких как заброшенный космопорт, обсерватория и дамба. Эти развалины заполнены брошенными машинами, компьютерными терминалами и сложными механизмами.
Судьба человечества в «Inherit the Earth» неясна. Во вступительном ролике рассказывается, что именно люди наделили животных даром речи и способностью к ручному труду, но потом по каким-то причинам их цивилизация сгинула. Джойнер говорил, что по его замыслу, человечество в игре погубило биологическое оружие, но небольшая колония людей могла уцелеть на лунной базе. Морфы из Inherit the Earth воспринимают людей, как своих божественных предков и учителей, и любые человеческие артефакты представляют для них огромную ценность.

## Продолжение
В игре осталось немало незавершённых сюжетных линий. К примеру, не была развита тема альянса волков и вепрей, о котором Риф случайно узнаёт в первой части игры. Во многом невыясненной осталась личность главного антагониста Чоты. Разработчики планировали выпустить сиквел Inherit the Earth, и у Джойнера было несколько вариантов завязки сюжета будущей игры, но из-за низких продаж оригинала эта идея не получила поддержки издателя. Официальным продолжением игры является веб-комикс Inherit the Earth, создателями которого являются художник игры Элисон Хирши и владелец Wyrmkeep Entertainment Джо Пирс. Главными героями комикса также являются Риф и Рин. Кроме того, Wyrmkeep Entertainment собирается создать компьютерный сиквел к игре, но на данный момент информации об этом проекте крайне мало.

## Критика
Коммерческий успех «Inherit the Earth» был достаточно скромным, отчасти, как считал глава New World Computing Джон Ван Канегем, из-за не очень грамотной маркетинговой политики NWC. Сайт Adventure Gamers поставил игре 4 балла из 5, назвав её одним из лучших квестов середины 90-х, заслуживающим переиздания. Тем не менее, сайт посчитал, что в игре слишком много ненужной ходьбы и что ближе к концу она становится чересчур линейной. На GameFAQs Inherit the Earth поставили 9 из 10 как «скрытой жемчужине ПК». На GameRankings игра получила в среднем 75 %. В рецензии Applelinks были высказаны претензии в связи с тем, что многие важные сюжетные моменты, в первую очередь касающиеся судьбы людей, не были разъяснены. Оценка же сайта составила 4 из 5.